# Enrico Morosini
Enrico Morosini (fl. XIX-XX secolo) è stato un regista e attore italiano del cinema muto.

## Filmografia

### Regista
- Oltre l'amore (1918)

### Attore
- Il ventre di Parigi, regia di Ubaldo Maria Del Colle (1917)